# Гептамино
Гептамино́ — семиклеточное полимино, то есть плоская фигура, состоящая из семи равных квадратов, соединённых сторонами. С фигурами гептамино, как со всеми полимино, связано много задач занимательной математики.

108 фигур гептамино

Если не считать различными фигуры, совпадающие при поворотах и зеркальных отражениях, то различных («двусторонних», «свободных») форм гептамино насчитывается 108 (см. рисунок). Существует 196 видов «односторонних» гептамино (если зеркальные отражения считаются различными фигурами) и 760 видов «фиксированных» гептамино (различными считаются также и повороты).

## Классификация гептамино по симметрии
108 свободных фигур гептамино по их свойствам симметрии можно разделить на 6 категорий:
- 84 фигур гептамино (на рисунке изображены серым цветом) асимметричны;
- 9 гептамино (изображены красным) имеют ось симметрии, параллельную линиям квадратной сетки;
- 7 гептамино (изображены зелёным) имеют диагональную ось симметрии;
- 4 гептамино (изображены синим) имеют центральную (вращательную) симметрию второго порядка;
- 3 гептамино (изображены фиолетовым) имеют две оси симметрии, параллельных линиям сетки;
- 1 гептамино (изображено оранжевым) имеет две диагональных оси симметрии.

Для односторонних гептамино (т.е. если зеркальные отражения фигур считать различными),  первая и четвёртая категории удваиваются в численности, что даёт дополнительно 88 гептамино, т.е. в общей сложности 196. Для фиксированных гептамино (т.е. если повороты также рассматривать как различные фигуры), то  первая категория возрастёт в восемь раз по сравнению со свободными гептамино,  следующие три категории —  в четыре раза, а две последние категории — в  два. Это даст {\displaystyle 84\times 8+(9+7+4)\times 4+(3+1)\times 2=760} фиксированных гептамино.

## Составление фигур из гептамино

Среди 108 свободных гептамино есть одна фигура с отверстием («неодносвязная»). Из этого следует, что сплошное покрытие какого-либо прямоугольника площадью {\displaystyle 108\times 7=756} квадратов полным набором гептамино невозможно. (Невозможно также покрыть полным набором гептамино прямоугольник площадью в 757 квадратов с отверстием в 1 квадрат, поскольку 757 — простое число, а составить из гептамино прямоугольник 1×757, очевидно, невозможно).

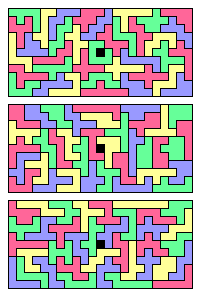
Три прямоугольника с отверстиями, составленные из 108 гептамино

Тем не менее, из полного набора в 108 гептамино можно сложить три прямоугольника 11×23, каждый с одноклеточным отверстием в центре. Разумеется, вокруг одного из этих отверстий должно располагаться неодносвязное гептамино. Комбинируя эти прямоугольники разными способами, можно получить прямоугольник 33×23 или 11×69 с тремя симметрично расположенными отверстиями.

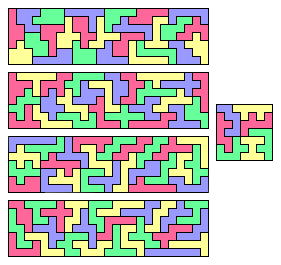
Четыре прямоугольника и квадрат, составленные из 107 односвязных гептамино

Если отбросить неодносвязное гептамино, из остальных 107 односвязных фигур (общей площадью 749 квадратов) можно различными способами составить прямоугольник 7×107. В частности, из них можно сложить четыре прямоугольника 7×25 и один квадрат 7×7.
Из всех 108 гептамино можно сложить 12 одинаковых шахматных досок 8 × 8, в каждой из которых удалено одно и то же поле. Patrick Hamlyn осуществил эту конструкцию, используя окрашенные в три цвета гептамино (36 гептамино каждого из трёх цветов), так, что одноцветные фигуры не касаются друг друга. Затем, не меняя раскраски фигур, из всех гептамино каждого из трёх цветов можно сложить прямоугольник 11 × 23 с удалённым центральным мономино.

## Псевдогептамино
Псевдополимино — обобщение полимино, набор полей бесконечной шахматной доски, которые может обойти король. Существует 3031 двустороннее, 5931 одностороннее и 23 592 фиксированных псевдогептамино.